# カグツチ (漫画)
『カグツチ』は、石黒耀による2002年の小説『死都日本』を原作とする漫画作品。「週刊少年マガジン」誌上で2008年第25号から45号まで連載されていた。
作画は正吉良カラク、シリーズ構成は外薗昌也による。また、原作者の石黒が監修を務めている。

## あらすじ
母・真理の仕事の転勤で、火山学者の父・伸夫のいる宮崎へ引っ越してきた黒木綾。そんな矢先に「宮崎沖地震」が発生し、少なからぬ被害が起こる。霧島の噴火を予測する父に会おうと、綾は高校の友人たちと共に霧島へと向かう。しかしその直後、霧島が噴火を起こし、未曾有の大災害を引き起こす。被害から免れようと、必死に車で逃走する綾たち。果たして、彼らは生き残れるのか。
噴火前
物語は、加久藤カルデラ（霧島）において破局的噴火が起きる、その1週間前から始まる。何かの異変を察知したようにネズミや鳥が宮崎から逃げ始める一方、綾たちの携帯電話には「周囲で何か異変が起きていたら教えて」という内容の謎のメールが届き始める。6月13日、宮崎市沖20kmを震源とし宮崎市で震度6強を観測する「宮崎沖地震」が発生し、8人の死者を出す。しかしこれがこれからの悲劇の序章とはほとんどの人々は知る由もなかった。
噴火後
宮崎沖地震から6日後の6月18日16時24分に韓国岳でマグマ水蒸気爆発、霧島火山研究所と周辺の町が破壊される。その被害状況に愕然とする間もなくそれからわずか5分後の16時29分にカルデラの破局的噴火によりえびの市・小林市・湧水町は消滅。噴火から8分後、都城市に火山弾が降り注ぎ多数の死者が出る。火山弾がやんだのもつかの間、未曾有の規模の火砕流に襲われ、都城は壊滅。火砕流は四方に広がり南に50km離れた鹿児島市、さらには東側の鰐塚山地を超えて宮崎市を壊滅させる。一方で噴火口から噴出した大量の火山灰が徐々に日本列島を覆い始める。降り積もった灰はモルタル化し、そこへ大量の黒い雨が降り注ぎ、雨水は地面へ浸透せずモルタル化した灰の上を流れてラハールとなり、直接的な火砕流の被害が発生しなかった熊本市や佐世保市をのみ込む。やがて東京上空も暗雲に覆われ、火山灰が降り始める。

## 登場人物

### 本作のオリジナル人物
黒木綾（くろき りょう）
『カグツチ』の主人公。16歳。霧島に取り憑かれたように自分たちを捨て宮崎へ行った父と離れ、母と2人で東京で暮らしていたが、母の転勤によって宮崎市に転居してくる。低周波過敏症という、通常の人間には聞こえない超低周波音が聞こえてしまう。その音を遮られるようにと、父がカーペンターズの音楽をオーディオテープに録音し、大きなヘッドホンをかけさせて携帯音楽プレーヤーで常に聞かせるようにした。友人達と車で霧島火山研究所に行ったものの、再会した父には拒絶され、日向子に慰められるうち、彼女に不思議な安心感を抱いていく。加久藤カルデラで始まった噴火活動を察した綾は、車を急がせて下山し皆を避難させる為に奮起する。
河村日向子（かわむら ひなこ）
綾の転校先の高校のクラスメイト。16歳。実家が神社で巫女でもあり、宮崎に引っ越してきたばかりの綾を、神社の屋根に登っていたことで咎めるうち転倒して白い下着を彼に見られてしまう。日向子は、転校生の綾に「挨拶」に来た不良たちと綾との立ち回りを見ているうちに、綾の聴覚が人並み以上に優れていることに気付く。綾が全生徒を校舎の外へ避難させて間もなく、宮崎沖地震が発生。校庭に生じた液状化現象から綾によって助けられる。綾と母が父と別れるいきさつを聞くと、綾を霧島火山研究所へ連れて行くことを思いつく。彼への自分の気持ちの変化に自身でも驚いている。
岩切真弓（いわぎり まゆみ）
綾の高校の不良グループのリーダー格。19歳で留年している。実家が土建業である。最初は綾と対立するが、宮崎沖地震に伴う液状化現象によって校庭に生じた泥の中に綾が沈みかかったのを助けた。綾を父に会わせるため、岩切は自分の車に一同を乗せて霧島火山研究所へ向かう。
松本清（まつもと きよし）
綾の高校の不良グループの一人。17歳。
金井武（かない たけし）
綾の高校の不良グループの一人。16歳。美矢に片思いしている。
高岡美矢（たかおか みや）
綾の転校先の高校のクラスメイトで、日向子の友人。綾に片思いしている。
今別府桂（いまべっぷ けい）
綾の転校先の高校のクラスメイトで、日向子の友人。
ヒュウガ
日向子の飼いネコ。

### 原作にも登場している人物
黒木伸夫（くろき のぶお）
綾の父で火山学者。部下からは「黒木博士」と呼ばれる。霧島で間もなく始まる異変の兆候を掴むべく、標高1,200mにある「霧島火山研究所」に詰めている。綾と真理を破局的噴火の被害に巻き込まれるのを防ぐために、別居同然で2人から離れていた。噴火直前、静間とともにヘリで東京へ戻るが、綾を霧島へ連れてきた岩切に高性能の携帯電話を託す。
黒木真理（くろき まり）
綾の母。医者で、病院に勤務している。夫と別居してから息子の綾とともに東京で暮らしていたが転勤となり、綾と共に宮崎市に転居してくる。運命のその日、医師である彼女は日南はまゆう病院にいた。
静間（しずま）
政府の人間。多くの人々の携帯電話にメールを送信し噴火の前兆情報を集めていた。黒木を一時拘束し政府への協力を求める。綾と再会したばかりの黒木をヘリに乗せて、東京で災害対策にあたらせるべく宮崎沖にいた輸送艦「しもきた」へ向かう途中で、噴火が発生。爆発の衝撃波によってヘリは墜落するが、静間、黒木ら乗員は無事で、別のヘリで「しもきた」へ乗船した。
菅原（すがわら）
首相。静間を通じて、「しもきた」上の黒木と接触。
鹿児島県知事
名前は不明（原作では田丸）。県庁舎の展望ルームから霧島の巨大な噴煙を眺め、大丈夫だと笑っていたが……。
吉川泰輔（よしかわ たいすけ）
緊急対策本部の老人。テレビに出演し、ハザードマップを公開して、九州の噴火は自分達には無関係と安心しきった東京の視聴者に対して避難を呼びかけた。

## 単行本
- 上巻 ISBN 978-4063840285
- 下巻 ISBN 978-4063756036